# 井上郷子
井上 郷子（いのうえ さとこ、1958年1月29日 - ）は、日本の現代音楽のピアニスト。

## 略歴
1958年、神戸市で生まれる。ピアノは東京音楽大学教授の岡田敦子に師事した。兵庫県立神戸高等学校を経て、1977年東京学芸大学作曲科に入学。1981年に同大学卒業後、同大学大学院作曲科で作曲と電子音楽を学ぶ。作曲家・甲斐説宗の最後の弟子であり、「音楽家、そして創作に携わる者としての生き方を彼から学んだ」と甲斐の没後20年記念冊子で述べている。1983年に大学院修士課程を修了。修士論文は「ジョン・ケージの初期ピアノ作品の作曲論的研究」であった。
今日ではもっぱら、近藤譲の全ピアノ作品の演奏で知られる。また同時代の作品演奏、啓蒙、普及活動に高い評価を得ている。

## 活動
大学院在学中から同世代の作曲家の作品展で新曲の初演などを手掛ける。また、日本現代音楽協会、作曲家協議会が主催するコンサート等に出演していた。1986年からは、近藤譲が主宰する室内オーケストラ「ムジカ・プラクティカ・アンサンブル」のメンバーとしてピアニストとしてのキャリアを積んだ。1991年に同アンサンブルが解散するとソロ活動を開始。「Satoko Plays Japan」と題する自主企画のリサイタルを、東京にて年1回のペースで開く。これは委嘱作品を含む現代日本のピアノ作品を集中して演奏するもので、2000年の第10回まで、このタイトルで28人の作曲家の71曲を演奏した。委嘱作品の作曲家には、近藤譲、一柳慧、松平頼暁らがいる。
2001年からは海外の作品も含めるようになり、病気により中止した2004年以外は毎年自主リサイタルを開催している。2001年から2023年までのリサイタルで159曲を演奏、その委嘱作品は、近藤譲、伊藤祐二、藤井喬梓、鈴木治行、ドイナ・ロタル、デヴィッド・ローゼンブーム、リンダ・カトリン・スミスなど15人の作曲家の38曲で、第1回からの総計は23人51曲になる。また、これらのリサイタルの中で、近藤譲の個展を5回（1996年、1999年、2011年、2017年、2021年）、塩見允枝子の個展を1回（2000年）、「リュック・フェラーリのために」と題したリサイタルを1回（2007年）、「モートン・フェルドマン作品集」を2回（2010年、2015年）、「ジョン・ケージ第2期作品集」（2012年）、「デヴィッド・ローゼンブーム作品集」（2016年）、「リンダ・カトリン・スミス ピアノ作品集」（2019年）を開催している。2011年にはリサイタル20回目記念とし、「Satoko Plays Japan 20年の軌跡」と題した2回のリサイタル「委嘱作品を集めて」「近藤譲作品集1990-2011」を開催した。
この他、年2〜3回のペースでカワイミュージックショップ青山（現・カワイ表参道）にてテーマ性のあるリサイタルを行なってきた。また、ヘンリー・カウエルやジャチント・シェルシ、ジョン・ケージの作品など、方向性、テーマ性の強いソロ・リサイタルを行なった。また、ヴァイオリン奏者・手島志保やクラリネット奏者・グィード・アルボネッリとのデュオなどのコンサートも行なっている。作曲家・伊藤祐二とともに1995年から1999年にかけて演奏会の企画を監修、全12回の演奏にも携わった。2008年からは門仲天井ホール（東京）にて「music documents」と題するコンサートシリーズを年3回開催、企画と演奏を行なっている。2006年には、日本とニューヨークの作曲家の作品によるソロ・リサイタルをニューヨークで行ない、「New York Concert Review /Winter2007」にて高い評価を得ている。

## CDリリースとレパートリー
ソロ・アルバムとしては、スイスのHatHutレコードより『Japan Piano 1996』(hat[now]Art103)、『Jo Kondo Works for Piano』(hat[now]Art135)、『Luc Ferrari Piano & Percussion Works』(hat[now]Art165)(イギリスの音楽雑誌『The Wire』において、2011年度ベスト10に選出)が、ドイツのエディション・フンデルトマルクより『Satoko Plays Mieko Shiomi』(?Record016)がリリースされている。数多くの現代作品のレパートリーを持ち、その中には近藤譲、武満徹、松平頼則、ジョン・ケージ、モートン・フェルドマン、ルチアーノ・ベリオ、リュック・フェラーリなどが含まれている。
スタイルはほぼオーソドックスだが、武満徹の「雨の樹素描I」の演奏で作曲家指定のテンポを大きく下回るなど、井上ならではの個性的な解釈を示すこともある。

## 教育
国立音楽大学の教授として演奏・創作学科コンピュータ音楽専修にて、器楽表現(ピアノ)を教える。

## 受賞
2010年の「井上郷子ピアノリサイタル#19〜モートン・フェルドマン作品集〜」で、第10回佐治敬三賞（サントリー芸術財団）を受賞。

## 出演
出演した音楽祭は下記を参照。
- 第5回秋吉台国際20世紀音楽セミナー＆フェスティバル（1993年）
- ISCM世界音楽の日々2001横浜大会〜日本現代音楽協会新世紀音楽祭 （2001年）
- ブールジュ実験音楽祭 （フランス）（1983年）[1]
- ダルムシュタット夏期音楽セミナー （ドイツ）（1992年）[1]
- 第2回・ISCMルーマニア支部国際現代音楽祭 （2006年）[1]
- 第9回メルシン国際音楽祭（トルコ）（2010年）[1]
- Festival “l’Art pour l’Aar”（スイス）(2011年）[1]
- 1999年に野村国際文化財団の助成により、デトモルト大学ミュンスター校（ドイツ）やリール第3大学音楽学部（フランス）でリサイタル。
- 国際交流基金より派遣助成を受けて1999年から2005年まで海外各地でリサイタルを行なった。
- 2006年には、在トルコ日本大使館主催のソロ・リサイタルを首都アンカラの土日基金文化センターにて、そして国立ミマル・シナン芸術大学・音楽院主催のリサイタルをイスタンブールの同音楽院で行なった。
- 2010年には、国際交流基金助成事業「2010年トルコにおける日本年」認定行事としてトルコへ演奏旅行し、イスタンブール、コジャエリ、アンカラ、メルシンで演奏会を行った[8]。
- 2011年には、在スイス日本大使館主催のソロ・リサイタルを首都ベルンで開催、スイスのmusica aperta　にても演奏した。同年、ニューヨークのサラ・ローレンス大学で内藤明美（音楽）＋クリスティーン・マークス（映像）作品の初演を行なった。

## ディスコグラフィ

### ソロ・アルバム
- Japan Piano 1996 (1997年)[1]
- 『近藤譲: ピアノ作品集』 : Jo Kondo - Works For Piano (2001年)[1]
- Satoko Plays Mieko Shiomi - Fractal Freaks for Piano solo (2005年)[1]
- Luc Ferrari - Piano & Percussion Works (2011年) ※with 松倉利之（パーカッション）[1]
- 『モートンフェルドマン バニータマーカスのために』 - Morton Feldman - For Bunita Marcus (2013年)
- Satoshi Tanaka - Works For Piano (2014年)

### その他の参加アルバム
- アンサンブル・ノマド、井上郷子 : Jo Kondo - Orient Orientation (2006年)
- 塩見允枝子 : 『音と詞の時空』 - The World Of Sounds And Words (2010年)
- 鶴見幸代 : eu Canto.. (2013年) ※現代日本の作曲家シリーズ45
- 浦裕幸、金沢健一、井上郷子 : 『スコアーズ』 - Scores (2017年)
- 浦裕幸、金沢健一、井上郷子 : 『スコアーズ・アット・フタリ』 - Scores at Ftarri (2017年) ※Ftarri 5th Anniversary Vol.4
- 浦裕幸、金沢健一、井上郷子 With Léo Dupleix、竹下勇馬 : 『Land of the Hermits』 - Land Of The Hermits (2018年)[9]